# Om Raut
Om Raut (...) è un regista indiano.
Il suo film Tanhaji gli è valso il 68º Premio Nazionale del Cinema indiano al miglior film popolare. Ha ricevuto numerosi riconoscimenti anche per il suo film Lokmanya: Ek Yug Purush, uscito nel 2015.
Il prossimo lavoro di Raut sarà Adipurush, un adattamento di Ramayana, con Prabhas nel ruolo principale di Lord Rama.

## Biografia
Raut è nato a Mumbai. Sua madre Neena è una produttrice televisiva, e suo padre Bharatkumar è un giornalista, un noto scrittore e un ex-membro del Rajya Sabha. Il nonno di Raut, J.S. Bandekar, era un regista e montatore di documentari.
Dopo aver lavorato da bambino come attore in diverse opere teatrali e spot pubblicitari, ha debuttato come attore cinematografico a dodici anni, con un ruolo da protagonista in Karamati Coat. Ha conseguito una laurea specialistica in cinema presso il College of Visual and Performing Arts della Syracuse University e ha anche conseguito una laurea in Ingegneria Elettronica presso lo Shah & Anchor College of Engineering di Mumbai.

## Carriera
Dopo aver completato gli studi, Raut ha lavorato come sceneggiatore e regista per MTV. Tornato in India, ha prodotto City of Gold e Haunted - 3D, ed in seguito è diventato il capo creativo della DAR Motion Pictures.
Il debutto alla regia di Raut è stato nel 2015 con il film in marathi Lokmanya: Ek Yug Purush, pubblicizzato da Neena Raut Films, agenzia stampa co-fondata con sua madre. Grazie al film gli è stato assegnato il premio come miglior regista esordiente di Filmfare Award. Il film d'azione in hindi con ambientazione storica uscito nel 2020 Tanhaji ha segnato la sua prima avventura da regista in hindi. Il suo prossimo film sarà Adipurush con Prabhas e Saif Ali Khan, che uscirà il 16 giugno 2023.

## Filmografia
| Anno | Titolo                  | Regista | Scrittore | Produttore | Lingua       |
| ---- | ----------------------- | ------- | --------- | ---------- | ------------ |
| 2011 | Haunted – 3D            | No      | No        | Sì         | Hindi        |
| 2015 | Lokmanya: Ek Yug Purush | Sì      | Sì        | No         | Marathi      |
| 2020 | Tanhaji                 | Sì      | Sì        | No         | Hindi        |
| 2023 | Adipurush               | Sì      | Sì        | Sì         | Hindi Telugu |

Come produttore esecutivo
- City Of Gold (2010; Hindi-Marathi)

## Premi
- Premio Filmfare 2016: Miglior regista esordiente per Lokmanya: Ek Yug Purush[10][11]
- 52nd Maharashtra State Awards 2015: Miglior regista per Lokmanya: Ek Yug Purush
- 66th Filmfare Awards 2021: Miglior regista per Tanhaji: The Unsung Warrior
- 68º Premio Nazionale del Cinema indiano 2022: Miglior film popolare per Tanhaji: The Unsung Warrior